# ويلهلم بيترز (رسام)
ويلهلم بيترز (بالنرويجية: Wilhelm Peters)‏ (و. 1851 – 1935 م) هو رسام نرويجي، توفي في دروباك، عن عمر يناهز 84 عاماً.

## التعليم
تعلم في الأكاديمية الملكية السويدية للعلوم.

## معرض صور

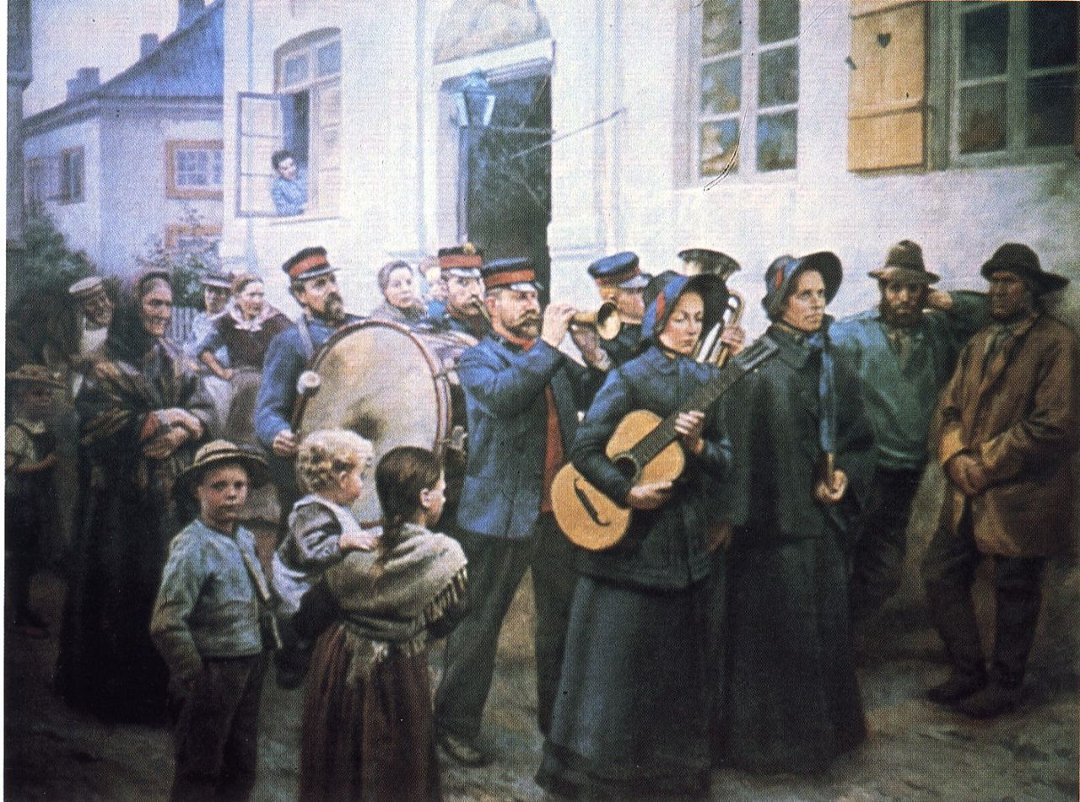
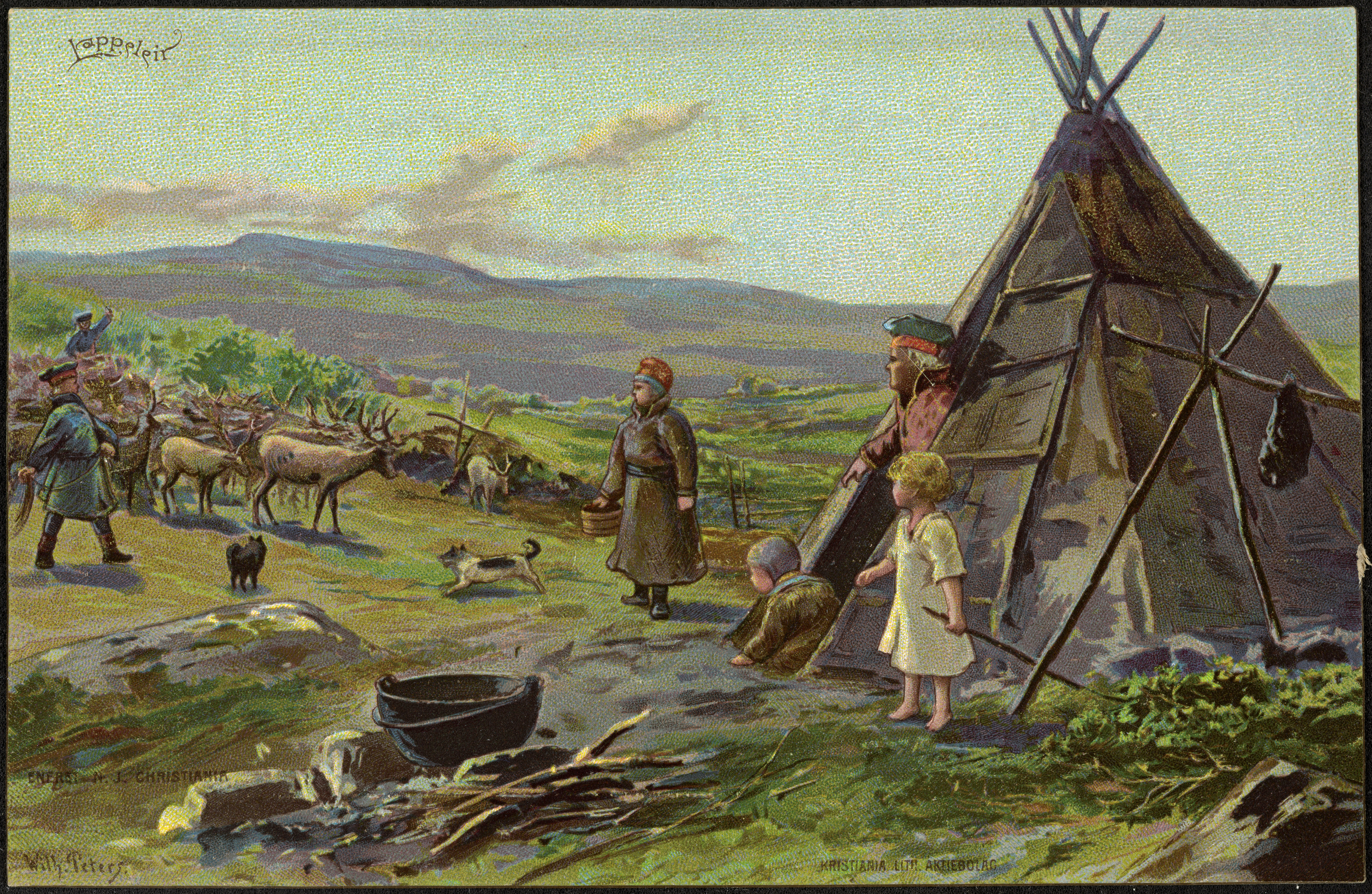
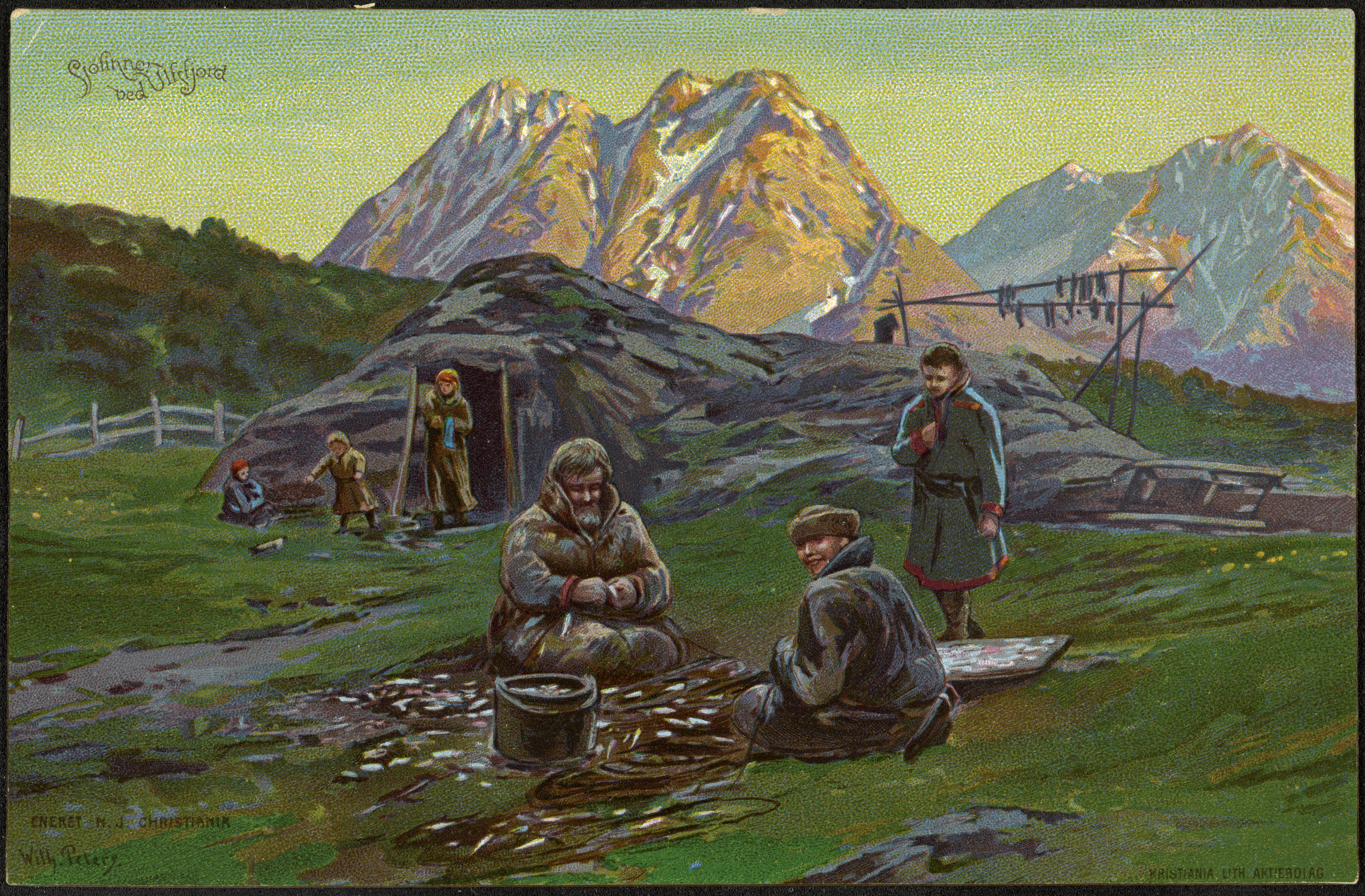

## جوائز
حصل على جوائز منها:
- King's Medal of Merit in Gold  [لغات أخرى]‏.[4]